# Pilica

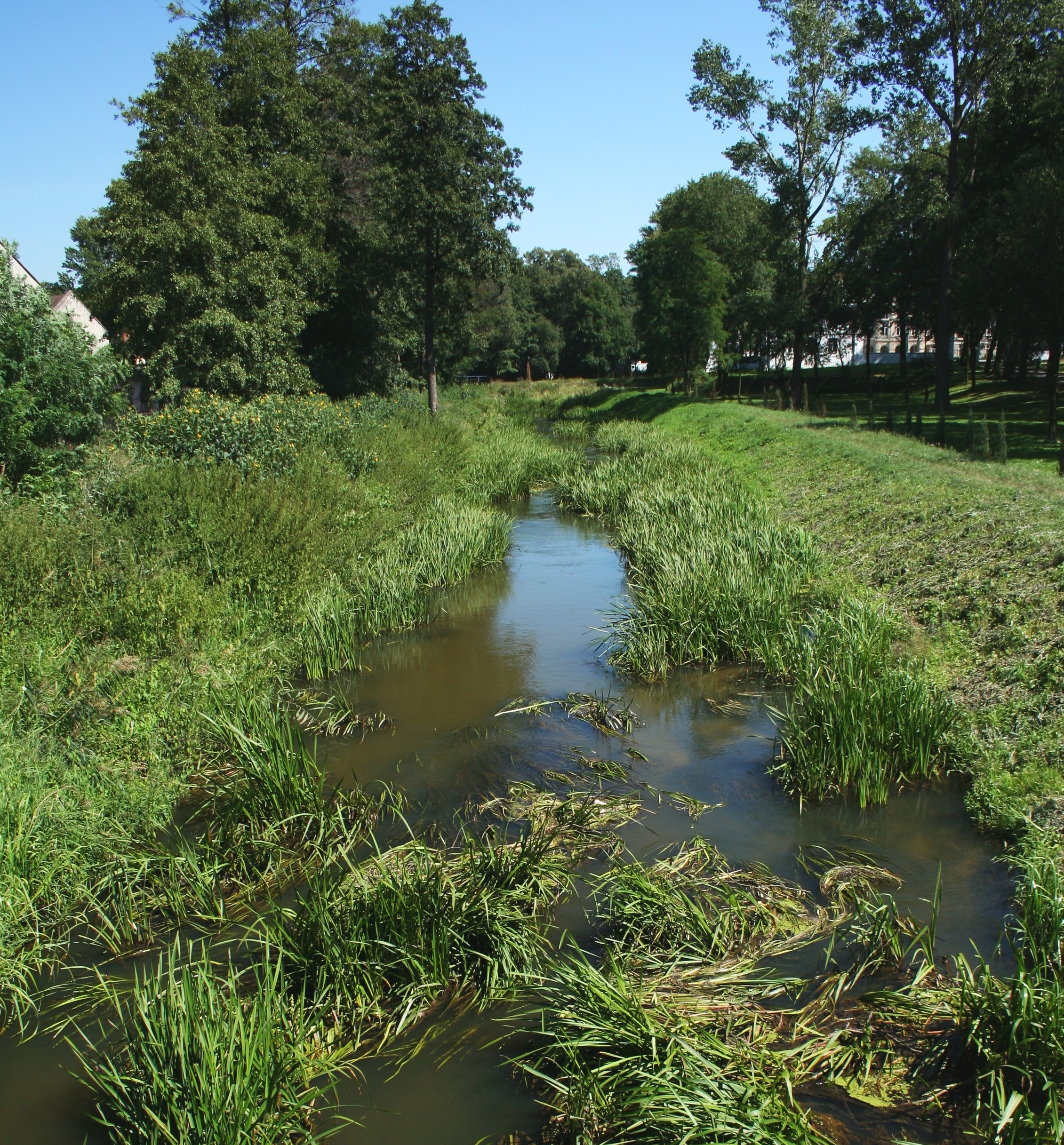
Pilica w początkowym biegu (Szczekociny)

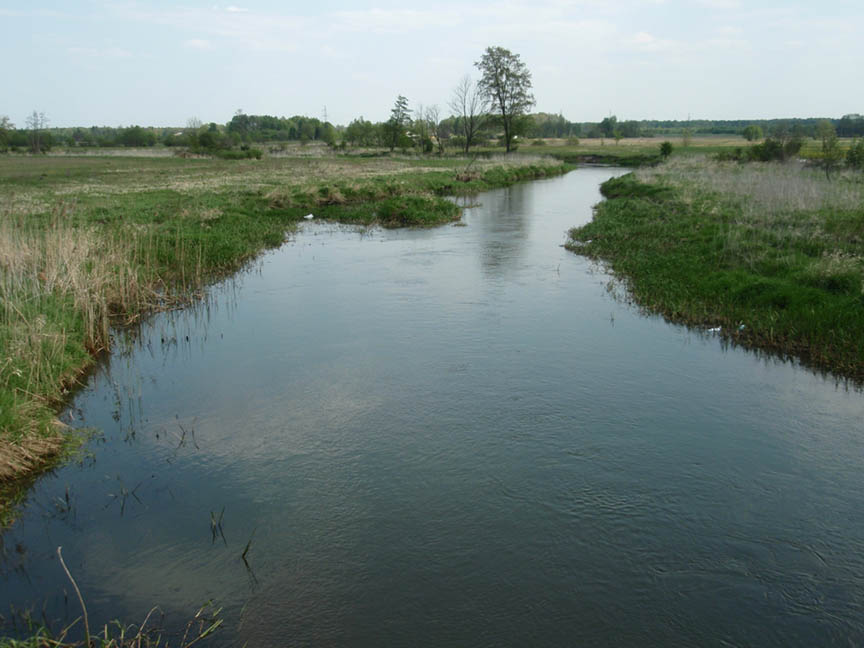
Pilica w Radoszewnicy

Pilica – rzeka w południowej i centralnej Polsce, najdłuższy lewy dopływ Wisły. Długość rzeki wynosi 319 km, a powierzchnia dorzecza 8341 km². Płynie przez Wyżynę Krakowsko-Częstochowską, Niziny Środkowopolskie oraz Nizinę Środkowomazowiecką i wpada do Wisły w okolicach wsi Ostrówek, w regionie geograficznym zwanym Doliną Środkowej Wisły.
W 1974, przez wybudowanie zapory i spiętrzenie wód, w okolicy Sulejowa utworzono Zalew Sulejowski, długości ok. 17 km, maksymalnej szerokości 2 km i powierzchni 2700 ha.
Obszar dorzecza Pilicy określany jest nazwą Nadpilicze. W 1997 powstało Stowarzyszenie Przyjaciół Pilicy i Nadpilicza.

## Dopływy
W kolejności od źródeł do ujścia.

- Udorka (P)
- Uniejówka (P)
- Krztynia (L)
- Białka (L)
- Zwlecza (P)
- Kurzelówka (P)
- Brzozówka (P)
- Czarna (Włoszczowska) (P)
- Baryczka (L)
- Struga (L)
- Struga Strzelecka (L)
- Jaworka (L)
- Ojrzanka (P)
- Stobianka (L)
- Czarna (Konecka) (P)
- Radońka (P)
- Luciąża (L)
- Wolbórka (L)
- Gać (L)
- Słomianka (P)
- Olszówka (L)
- Luboczanka (L)
- Rokitna (L)
- Kiełcznica (P)
- Drzewiczka (P)
- Gostomka (L)
- Mogielanka (L)
- Rykolanka (L)
- Pierzchnianka (P)
- Dyga (P)
- Struga (L)
- Strzyżynka (P)
- Zwierzyniec (P)
- Kanał Trzebieński (P)

## Ochrona przyrody
Nadpiliczne Parki Krajobrazowe:
- Przedborski Park Krajobrazowy
- Sulejowski Park Krajobrazowy
- Spalski Park Krajobrazowy

## Miasta położone nad Pilicą
- Pilica
- Szczekociny
- Koniecpol
- Przedbórz
- Sulejów
- Tomaszów Mazowiecki (największe miasto. Nad rzeką w lipcu 2020 roku oddano do użytku wielofunkcyjną przystań z amfiteatrem[2] o powierzchni ponad 1 ha)
- Inowłódz
- Nowe Miasto nad Pilicą
- Wyśmierzyce
- Białobrzegi
- Warka

## Wsie położone nad Pilicą
Budy Michałowskie, Dobra, Dobra-Kolonia, Sławniów, Wierbka, Kleszczowa, Wola Libertowska, Łany Małe, Żarnowiec, Łany Wielkie, Brzeziny, Małoszyce, Jasieniec, Dąbrowica, Grodzisko, Rudka, Maluszyn, Krzętów, Będzyn, Taras, Faliszew, Łęg Ręczyński, Skotniki, Ostrów, Smardzewice, Spała, Teofilów, Zakościele, Kozłowiec, Żądłowice, Rzeczyca, Mysiakowiec, Gapinin, Domaniewice, Łęgonice, Pobiedna, Wola Pobiedzińska, Gostomia, Tomczyce, Ulaski Stamirowskie, Przybyszew, Michałów Górny, Pilica, Ostrołęka, Przylot, Sudzinek, Pacew, Wola Przedborska, Przyłęk, Bobrowniki, Góry, Grotowice, Ponikła, Kozłowiec, Brzeg, Brzeźce.

## Szlak wodny Pilicy
Długość: 228 km
Trasa: Zarzecze – Przedbórz – Faliszew – Skotniki – Sulejów – Zalew Sulejowski – Tomaszów Mazowiecki – Spała – Inowłódz – Żądłowice – Grotowice – Domaniewice – Nowe Miasto nad Pilicą – Białobrzegi – Warka – ujście Pilicy.
Stopień trudności według klasyfikacji międzynarodowej: CL I (przejazd łatwy), miejscami CL II (przejazd trudniejszy – wąskie koryto, znaczny spadek, kamieniste dno).

## PieszySzlak Rekreacyjny Rzeki Pilicy
Długość: 122 km
Wzdłuż środkowego odcinka Pilicy przebiega  pieszy Szlak Rekreacyjny Rzeki Pilicy.
Trasa: Piotrków Trybunalski – Barkowice – Bronisławów – Swolszewice – Borki – zapora na Pilicy – Smardzewice – Tresta – Zarzęcin – Sulejów – Taraska – Szarbsko – Dąbrówka – Diabla Góra – Wacławów – Skotniki – Faliszew – Taras – Przedbórz – Biały Brzeg – okolice wsi Rączki – Krzętów

## Rzeka w kulturze
Przez wieki Pilica stanowiła granicę między historycznymi krainami: Małopolską, Wielkopolską i Mazowszem. Podział ten utrzymał się częściowo w czasach zaborów, a po odzyskaniu niepodległości przez Polskę został zatarty. Tereny nadpiliczne przez większość okresów dziejów Polski pozostawały na uboczu głównych nurtów życia kulturalnego, jednak niektóre z okolicznych miejscowości były lokalnymi ośrodkami kultury (zamki, klasztory, pałace) i słyną z wydarzeń historycznych lub cyklicznych wydarzeń kulturalnych (np. Pilica, Żarnowiec, Koniecpol, Przedbórz, Bąkowa Góra, Majkowice, Skotniki, Sulejów, Tomaszów Mazowiecki, Spała, Inowłódz, Nowe Miasto nad Pilicą, Przybyszew, Warka, a na pobliskich terenach na wschód od Pilicy znajdują się ośrodki górnicze, hutnicze i metalurgiczne dawnego Staropolskiego Okręgu Przemysłowego (m.in. Maleniec, Skórnice i Pląskowice).
W latach 1965–1994 w Tomaszowie Mazowieckim istniały duże zakłady odzieżowe nazwane – od położenia w największym mieście nad Pilicą – Zakładami Przemysłu Odzieżowego „Pilica”.
Przy innym dużym zakładzie produkcyjnym w Tomaszowie – Wistomie, przez czterdzieści lat działał zespół kultury ludowej „Piliczanie”, który w okresie PRL występował z wieloma koncertami w Polsce i za granicą.
W Tomaszowie Mazowieckim od początku XXI wieku działa „Skansen Rzeki Pilicy”, gromadzący pamiątki związane z Pilicą; do największych atrakcji należą budynek młyna wodnego, jak również wyłowiony z Pilicy i odrestaurowany do stanu używalności niemiecki pojazd pancerny.
Na wyposażeniu Wojska Polskiego od drugiej dekady XXI wieku znajduje się przeciwlotniczy zestaw bardzo krótkiego zasięgu Pilica.